# Kriechbaumerella
Kriechbaumerella is een geslacht van vliesvleugeligen uit de familie bronswespen (Chalcididae). De wetenschappelijke naam van dit geslacht is voor het eerst geldig gepubliceerd in 1897 door Karl Wilhelm von Dalla Torre.

## Soorten
Het geslacht Kriechbaumerella omvat de volgende soorten:
- Kriechbaumerella antheraeae Sheng & Zhong, 1986
- Kriechbaumerella ayyari (Gahan, 1919)
- Kriechbaumerella cordigaster (Roy & Farooqi, 1984)
- Kriechbaumerella dendrolimi Sheng & Zhong, 1986
- Kriechbaumerella destructor (Waterston, 1922)
- Kriechbaumerella fuscicornis Qian & Li, 1987
- Kriechbaumerella gibsoni Narendran, 1989
- Kriechbaumerella gracilis (Nikol'skaya, 1952)
- Kriechbaumerella hofferi (Boucek, 1952)
- Kriechbaumerella javensis Narendran, 1989
- Kriechbaumerella kala Narendran, 1989
- Kriechbaumerella kraussi Narendran, 1989
- Kriechbaumerella longiscutellaris Qian & He, 1987
- Kriechbaumerella magrettii (Kirby, 1886)
- Kriechbaumerella mansues (Nikol'skaya, 1952)
- Kriechbaumerella nepalensis Narendran, 1989
- Kriechbaumerella nigricornis Qian & He, 1987
- Kriechbaumerella ornatipennis (Cameron, 1902)
- Kriechbaumerella palpebrata (Kriechbaumer, 1894)
- Kriechbaumerella pulvinata (Masi, 1932)
- Kriechbaumerella rufimanus (Walker, 1860)
- Kriechbaumerella similis (Boucek, 1956)
- Kriechbaumerella titusi Narendran, 1989
- Kriechbaumerella turkestanica (Masi, 1928)
- Kriechbaumerella vincens (Nikol'skaya, 1952)